# Lemophagus curtus
Lemophagus curtus là một loài tò vò trong họ Ichneumonidae.